# フォルバン級駆逐艦
フォルバン級駆逐艦（フォルバンきゅうくちくかん、フランス語: Frégates de défense aériennes de la classe Forbin）は、フランス海軍のミサイル駆逐艦の艦級。イタリアと共同で計画を進めたホライズン計画のフランスにおける採用艦である。公式の艦種は防空フリゲート（Frégates de défense aériennes, FDA）だが、北大西洋条約機構（NATO）によるペナント・ナンバーでは、駆逐艦を意味する「D」の艦種記号を付されている。

## 来歴
1980年代後半、NATO加盟8カ国の海軍は、NFR-90構想のもとで、フリゲートの国際共同開発計画に着手した。フランス海軍も、シュフラン級駆逐艦の更新を狙ってこの計画に加わっていた。しかし計画の過程で各国の要求事項の差異が顕在化し、1989年にイギリス、フランス、イタリアが相次いで計画から離脱した。残る5ヶ国は計画の続行を試みたものの、1990年1月18日、計画のキャンセルが決定された。
一方、NFR-90計画から離脱したのちも、イギリスとフランスはそれぞれ独自に次期防空艦の開発を進めていた。1990年に両者は合流し、英仏将来フリゲート（A3F: Anglo-French Future Frigate）計画が開始された。そして1992年、イタリアも加わってスタートしたのがホライズン計画である。独自の艦対空ミサイルを採用した対空武器システムとしてのPAAMSを共同開発し、これを共通設計の船体に搭載することとしていたが、細部の武装については各国が独自のものを搭載する計画であった。船体設計の意見の相違から、1999年にはイギリスが脱退したものの、PAAMSの開発には残留した。その後、フランスとイタリアのみで計画は続行され、完成したホライズン型防空フリゲート（Frégate de défense aérienne type Horizon、旧称Frégate antiaérienne Type Horizon）のフランス側の建造艦が本級である。

## 設計
船型は長船首楼型を採用している。レーダー反射断面積（RCS）や赤外線輻射、水中放射雑音など各種シグネチャーの低減策が講じられたステルス艦となっている。
当初、ホライズン計画艦は、先進的なCODLAG方式の採用を検討していた。この計画では、ガスタービンエンジン 2基とディーゼルエンジン 4基で交流発電機を稼動させ、この電力によって電動機が駆動することになっていた。しかし1990年代中ごろには、他の方式も模索されるようになっており、イギリスが離脱した後、結局、ホライズン計画艦には、もっとも技術的リスクの少ないCODOG方式が採用されることとなった。本級では、巡航機としてSEMT ピルスティク12 PA6 STCディーゼルエンジン（単機出力5,800 bhp）、高速機としてフィアット-ゼネラル・エレクトリック LM2500ガスタービン（31,280 shp）を組み合わせて搭載している。なお精密な操艦に備えて、出力550キロワットのバウスラスター1基も設置された。なお、減揺装置としてフィンスタビライザー2組を備えている。
電源としては、イソッタ・フラスキーニ VL-1716 T2 MEディーゼル発電機4基を搭載した。

## 装備

### C4ISR
中核的なセンサーとなるのがEMPAR多機能レーダーである。これはパッシブ・フェーズドアレイ（PESA）アンテナを備えており、Cバンドで動作する。また早期警戒レーダーとしてLバンドのDRBV-27（S1850M）も併載される。ソナーとしては、UMS-4110CLをバウ・ドームに収容して搭載する。
戦術情報処理装置は、SENIT-8.05を元にしたSEICである。これは原子力空母「シャルル・ド・ゴール」に搭載されたものと同系列であるが、指揮より統制に重点を置いているものであり、PAAMS武器システムなど、艦の全ての武装の中核として、その交戦を統制する。また戦術データ・リンクとしてリンク 11・14・16・22に対応する。
衛星通信システムとして、シラキューズのSHF・EHF帯システム、インマルサットのUHF帯システムを搭載する。これにより、OPSMER指揮支援システムに対応している。

### 武器システム
上記の経緯より、本級の中核的な武器システムとして搭載されるのがPAAMSであり、本級の搭載システムはフランス・イタリア海軍の運用要求に則ったもので、PAAMS(E)の形式名で種別されている。その火力として用いられるのがアスター艦対空ミサイル（SAM）であり、長射程型のアスター30と中射程用のアスター15がある。これらは、48セルのシルヴァーA50 VLSに収容される。また近接防空用として、ミストラルの6連装発射機1基の後日装備余地も確保されている。
艦砲としては、62口径76mm単装速射砲（76mmスーパー・ラピッド砲）を採用し、船楼甲板前部両端に1基ずつ設置した。砲射撃指揮装置としてはXバンドのNA-25XPを前檣上部に装備する。また近接目標への備えとして90口径20mm単装機銃（F2）も搭載される。
対艦兵器としては、エグゾセMM40（ブロック2または3）艦対艦ミサイルの4連装発射筒2基を装備する。対潜兵器としてはMU90短魚雷のため、固定式の魚雷発射管2基を備えているが、ステルス性確保のため、普段はシャッター内に格納されている。また対魚雷用のSLATも装備されたが、これは曳航式のアルト魚雷警報装置とコントラアルト・デコイ発射装置から構成されている。
船尾甲板はヘリコプター甲板とされており、NFH90哨戒ヘリコプターの運用に対応する。ヘリコプター甲板にはSAMAHE着艦拘束・機体移送装置を備えており、シーステート6までヘリコプターの運用が可能である。

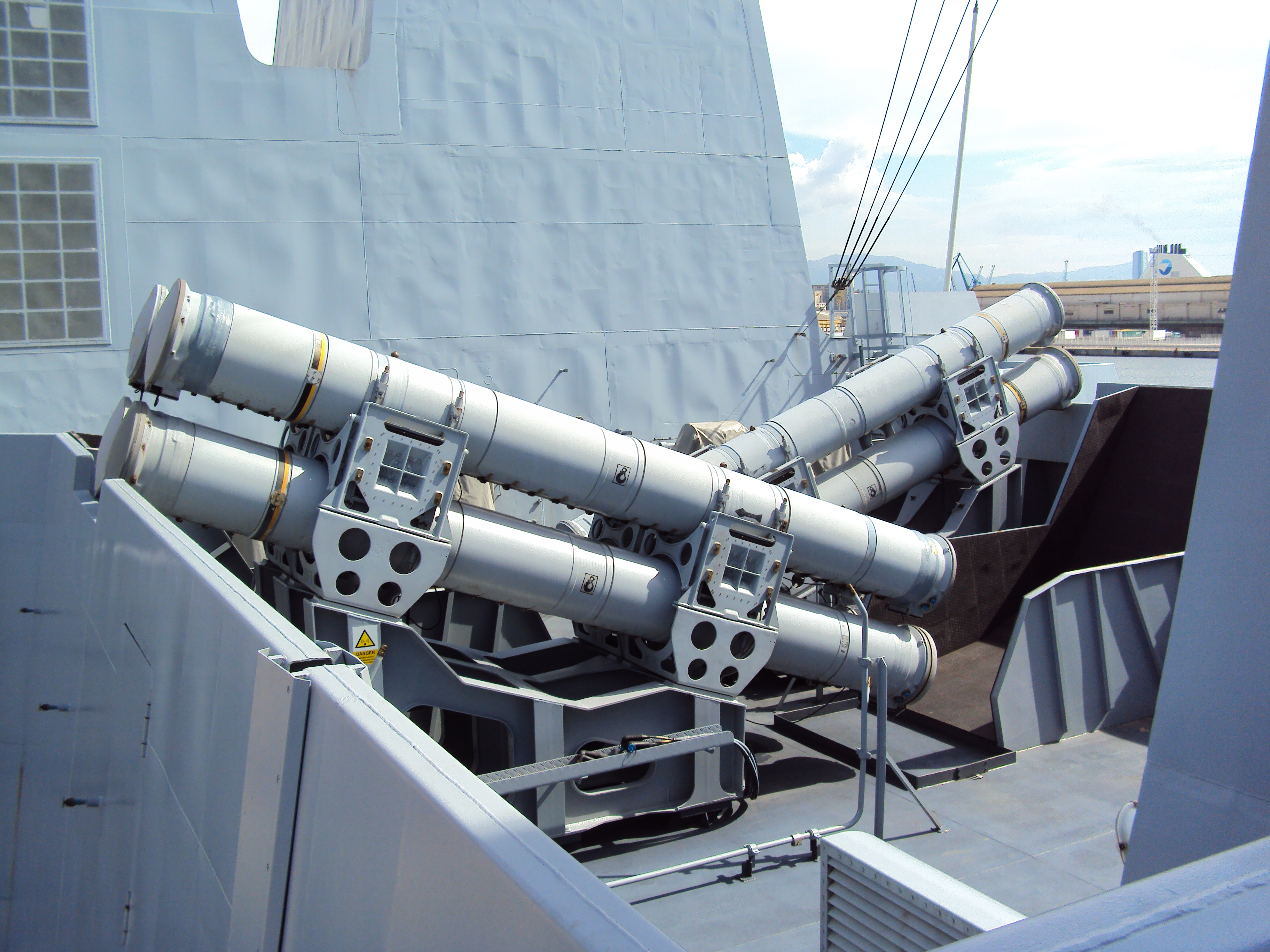
エグゾセMM40 4連装発射機
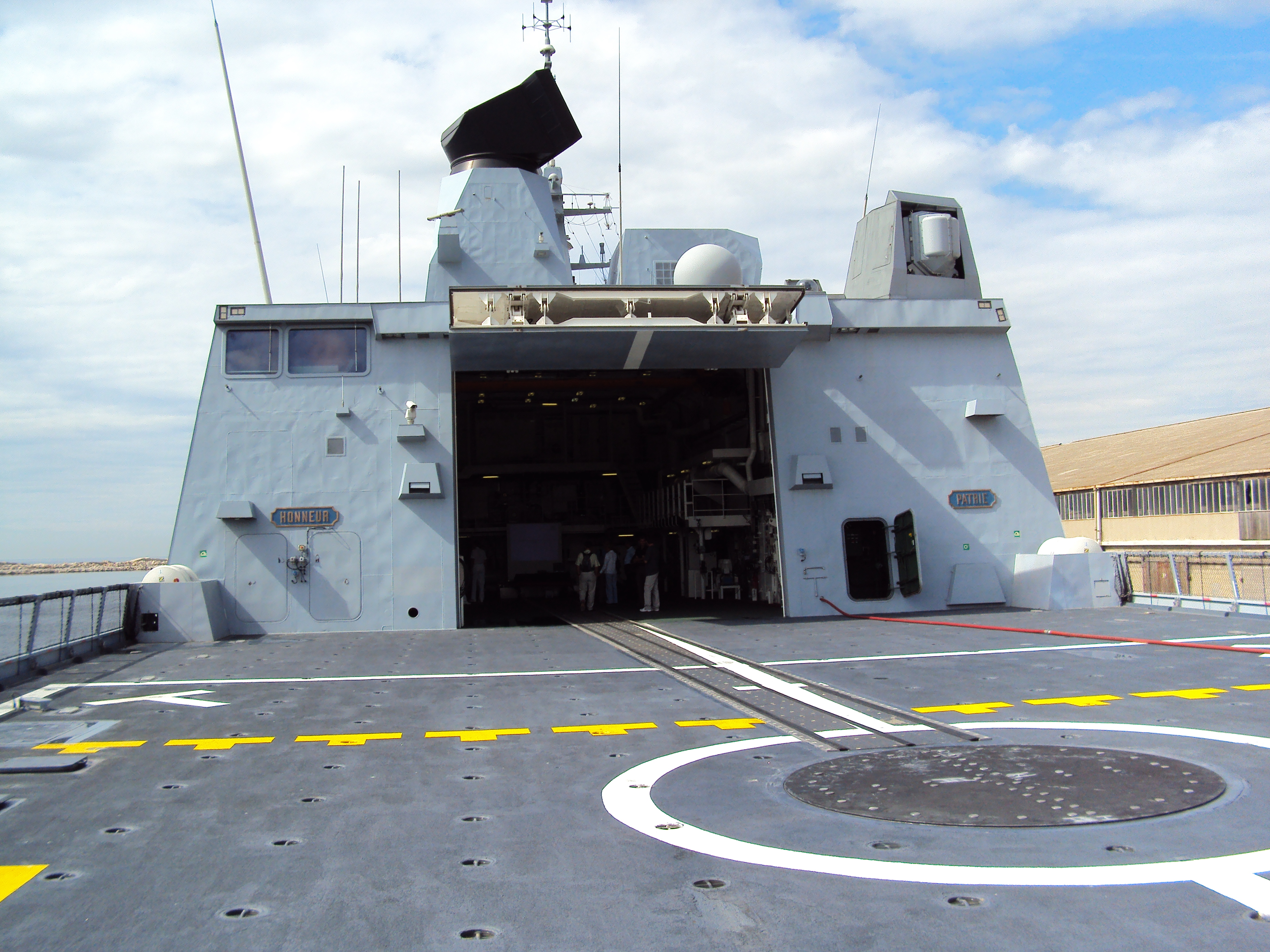
ヘリコプター格納庫・甲板

## 比較表
|          |            | 45型（デアリング級）                       | フォルバン級                               | アンドレア・ドーリア級                     |
| -------- | ---------- | ------------------------------------------ | ------------------------------------------ | ------------------------------------------ |
| 船体     | 満載排水量 | 8,000 t                                    | 7,000 t                                    | 6,700 t                                    |
| 船体     | 全長       | 152.4 m                                    | 153 m                                      | 153 m                                      |
| 船体     | 全幅       | 16.1 m                                     | 20.3 m                                     | 20.3 m                                     |
| 機関     | 方式       | IFEP                                       | CODAG                                      | CODAG                                      |
| 機関     | 出力       | 53,648 shp                                 | 62,560 shp                                 | 62,560 shp                                 |
| 機関     | 速力       | 31.5 kt                                    | 29 kt                                      | 29 kt                                      |
| 兵装     | 砲熕       | 55口径114mm単装砲×1基                      | 62口径76mm単装砲×2基                       | 62口径76mm単装砲×3基                       |
| 兵装     | 砲熕       | 20mmCIWS×2基                               | 90口径20mm単装機銃×2基                     | 87口径25mm単装機銃×2基                     |
| 兵装     | 砲熕       | 75口径30mm単装機銃×2基                     | ―                                          | ―                                          |
| 兵装     | ミサイル   | シルヴァーA50 VLS×48セル （アスター15/30） | シルヴァーA50 VLS×48セル （アスター15/30） | シルヴァーA50 VLS×48セル （アスター15/30） |
| 兵装     | ミサイル   | ハープーン 4連装発射機×2基                 | エグゾセMM40 4連装発射機×2基               | テセオ 4連装発射機×2基                     |
| 兵装     | 水雷       | 後日装備可能                               | 324mm魚雷発射管×2基                        | 324mm魚雷発射管×2基                        |
| レーダー | 多機能型   | SAMPSON×1基                                | EMPAR×1基                                  | EMPAR×1基                                  |
| レーダー | 捜索用     | S1850M×1基                                 | S1850M×1基                                 | S1850M×1基                                 |
| 艦載機   | 艦載機     | リンクスHMA.8 / マーリンHM.1×1機           | NFH90 / AW101×1機                          | NFH90 / AW101×1機                          |
| 同型艦数 | 同型艦数   | 6隻                                        | 2隻                                        | 2隻                                        |

## 同型艦
2000年10月26日にまず2隻が発注され、2002年4月8日には1番艦「フォルバン」の工事開始（Steel Cutting）が行われた。当初はカサール級駆逐艦の代艦2隻の建造も予定されており、2002年9月には3番艦の建造予算が認可されたものの、フランス海軍としてはもっと新しい設計を採用したFREMM計画艦（後のアキテーヌ級）の防空型を要望しており、2005年9月には、3・4番艦の建造計画は放棄された。
| #    | 艦名                                | 起工           | 進水           | 就役            |
| ---- | ----------------------------------- | -------------- | -------------- | --------------- |
| D620 | フォルバン Forbin                   | 2004年 1月16日 | 2005年 5月10日 | 2008年 12月19日 |
| D621 | シュヴァリエ・ポール Chevalier Paul | 2005年 1月13日 | 2006年 7月12日 | 2009年 12月21日 |